# Jan Málek (kontrolor)
Jan Málek (* 29. května 1960) je český úředník, od června 2023 viceprezident Nejvyššího kontrolního úřadu, předtím v letech 2016 až 2023 člen Kolegia NKÚ, v letech 2004 až 2010 náměstek ministra financí ČR.

## Život
V letech 1981 až 1985 vystudoval obor mechanizace zemědělství na Provozně ekonomické fakultě Vysoké školy zemědělské v Brně (dnes Mendelova univerzita Brno), kde získal titul Ing. Později absolvoval kurzy zaměřené na řízení a organizaci státní správy, interní audit a manažerské dovednosti.
Pracovní kariéru začínal v letech 1985 až 1989 jako technik a vedoucí střediska JZD „Bystřina“ Olešenka v okrese Havlíčkův Brod. V roce 1990 byl krátce místopředsedou Okresního národního výboru Havlíčkův Brod a mezi roky 1990 a 1991 pak vedoucím kanceláře přednosty Okresního úřadu Havlíčkův Brod.
V letech 1991 až 1992 byl zemským sekretářem Československé strany lidové, v letech 1992 až 1998 poradcem místopředsedy Poslanecké sněmovny PČR. Následně byl zaměstnán jako poradce na Ministerstvu zemědělství ČR (1998 až 2000), předsedy Senátu PČR (2001) a opět na Ministerstvu zemědělství ČR (2001 až 2004).
Od října 2004 začal působit jako náměstek na Ministerstvu financí ČR za ministra financí ČR Bohuslava Sobotky. Ve funkci byl i za ministrů Vlastimila Tlustého, Miroslava Kalouska a Eduarda Janoty. Skončil až v srpnu 2010, když byl po druhé ministrem Miroslav Kalousek. Následně byl v letech 2011 až 2014 ještě ředitelem odboru 17 – Kontrola na Ministerstvu financí ČR. Mezi roky 2014 a 2016 vedl majetkoprávní oddělení na Ministerstvu zemědělství ČR.
Jan Málek je ženatý, má tři děti. Je členem Českého institutu interních auditorů, členem České astronomické společnosti a členem Společnosti pro meziplanetární hmotu.

## Působení v NKÚ
V roce 2016 byl zvolen členem Kolegia Nejvyššího kontrolního úřadu.
Na konci května 2023 jej Poslanecká sněmovna PČR zvolila kandidátem na jmenování do funkce viceprezidenta Nejvyššího kontrolního úřadu. V rámci volby získal 90 hlasů, tedy přesný počet hlasů nutný ke zvolení. Porazil tak protikandidáta Romana Kubíčka z hnutí ANO, který obdržel 84 hlasů. Dne 20. června 2023 Málka do funkce jmenoval prezident ČR Petr Pavel. Vystřídal tak Zdeňku Horníkovou, které skončil mandát už na jaře 2022. Sněmovna PČR tehdy zvolila kandidátkou na viceprezidentku NKÚ Simeonu Zikmundovou, ale tehdejší prezident ČR Miloš Zeman ji odmítl jmenovat. Jmenováním začalo Málkovi jeho devítileté funkční období.